# Horst Arndt
Horst Arndt   (Königsberg, 19 de setembre de 1934 - Taunusstein, 18 d'octubre de 2014) fou un remer alemany que va competir durant la dècada de 1950.
El 1956 va prendre part en els Jocs Olímpics d'Estiu de Melbourne, on guanyà la medalla de plata en la prova del dos amb timoner del programa de rem. Formà equip amb Karl Groddeck i Rainer Borkowsky.
En el seu palmarès també destaquen dues medalles d'or al Campionat d'Europa de rem, el 1956 i 1957, així com els campionats nacionals de 1956, 1957 i 1958.